# Belushi: A Biography
Belushi: A Biography é um livro biográfico, "história oral" de John Belushi, escrito pela sua viúva, udith Belushi Pisano e Tanner Colby, com introdução de Dan Aykroyd. Repleto de anedotas e entrevistas de amigos pessoais de John, como ex-companheiros do Saturday Night Live, é uma representação não-objetiva, positiva da vida do ator e sua influência.
As anedotas e o texto narrativo são intercalados com duas fotos familiares raras do ator fornecidas por Pisano, a família Belushi, e vários amigos. Muitas das fotos fornecidas vieram dos livros Wired e Samurai Widow são vistas em cores. 